# Eldor Pohl

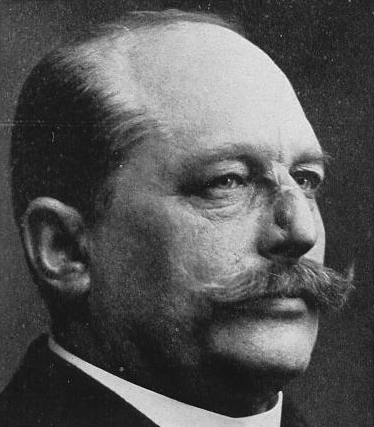
Eldor Pohl

Eldor Pohl (* 9. Januar 1857 in Grünthal; † 22. April 1935 in Tilsit) war ein deutscher Verwaltungsjurist und von 1900 bis 1924 Oberbürgermeister von Tilsit.

## Leben
Nach dem Abitur am Bartensteiner Gymnasium studierte Pohl an der Albertus-Universität Königsberg Rechtswissenschaft. Im Wintersemester 1878/79 wurde er im Corps Masovia aktiv, obwohl das Corps 1876 aus dem Königsberger Senioren-Convent und damit aus dem Kösener SC-Verband ausgetreten war und vier Jahre lang isoliert blieb. Pohl erwies sich als guter Fechter und war zweimal Consenior. Im Herbst 1880 wurde ihm auf einer Mensur die Nase abgeschlagen. Man fand sie im Paukschurz. Nach mehreren Operationen in der Königsberger Chirurgie in 1881, erkannte man Pohl zeitlebens an seiner „vollendet kühnen“ Nase. Er war einer der ersten Patienten, der sich dieser Operation unterzog. Der Chirurg der die Operation durchführte, war Dr. Karl Schönborn, der ein Pionier auf diesem Gebiet war. Nach den Examen wurde Pohl schon als Gerichtsassessor zur Stadtverwaltung von Königsberg i. Pr. beurlaubt und 1895 zum Stadtrat gewählt.

### Tilsit

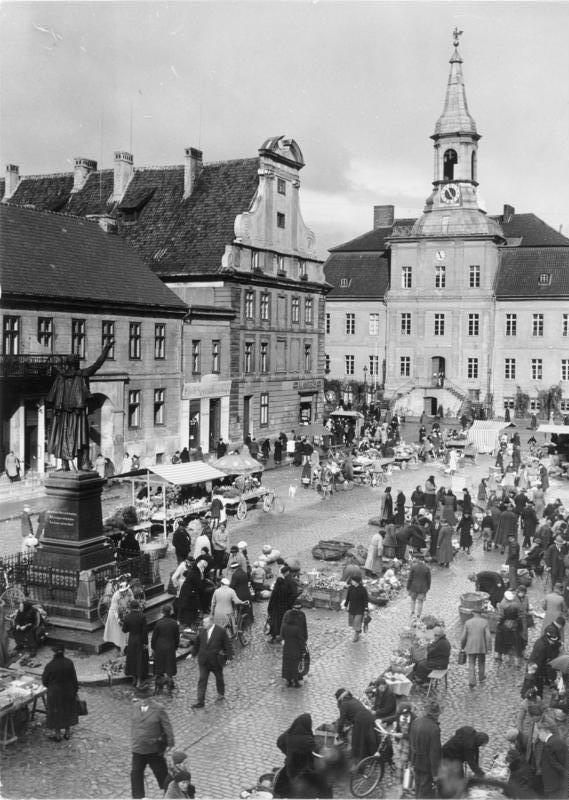
Markt und Rathaus in Tilsit, 1930

Fünf Jahre später wählte ihn Tilsit für zwölf Jahre als Nachfolger des Oberbürgermeisters Robert Thesing. Ostpreußens zweitgrößte Stadt war durch ihre günstige Lage an der Memel im 19. Jahrhundert zu rascher Blüte gekommen und galt als eine Stadt des Handels und Verkehrs. Das Beiwort „Stadt ohnegleichen“ hing ihr schon viele Jahrzehnte wegen des Aufbaus der Schulsysteme an. Schon seit 1586 gab es die humanistische Königliche Litthauische Provinzialschule.
Bald nachdem Pohl in das Rathaus eingezogen war, spürte man seine energische Persönlichkeit in allen Gemeindefragen. Bei seinem Dienstantritt hatte die Stadt rund 30.000, bei seinem Ausscheiden 24 Jahre später fast 50.000 Einwohner. Schon 1900 bekam die Stadt eine Straßenbahn. Das Straßennetz und die Kanalisation wurden ausgebaut, ein neuer Wasserturm errichtet. 1908 wurde der neue Villenstadtteil am Schloßmühlenteich mit seinen Anlagen, dem neuen Realgymnasium und einem Botanischen Garten erschlossen und mit einer Straßenbrücke verbunden. Spielplätze, Altersheime, Schulen, ein Pferderennplatz und Promenaden nach dem Stadtwald entstanden. Im neuen Waldfriedhof stand eines der ersten deutschen Krematorien. Das Stadtgebiet vergrößerte sich durch den Ankauf von Liegenschaften. Dem Theater galt besondere Pflege. An der Memel wurden neue Kaianlagen gebaut. Die 1907 fertiggestellte 416 m lange Königin-Luise-Brücke mit ihren weitschwingenden Bogen wurde zum Wahrzeichen der Stadt. Die Parkanlagen in Jakobsruhe bekamen ein neues Gesicht. Am 2. Dezember 1912 wurde Pohl für weitere zwölf Jahre zum Oberbürgermeister der Stadt gewählt.

### 1914

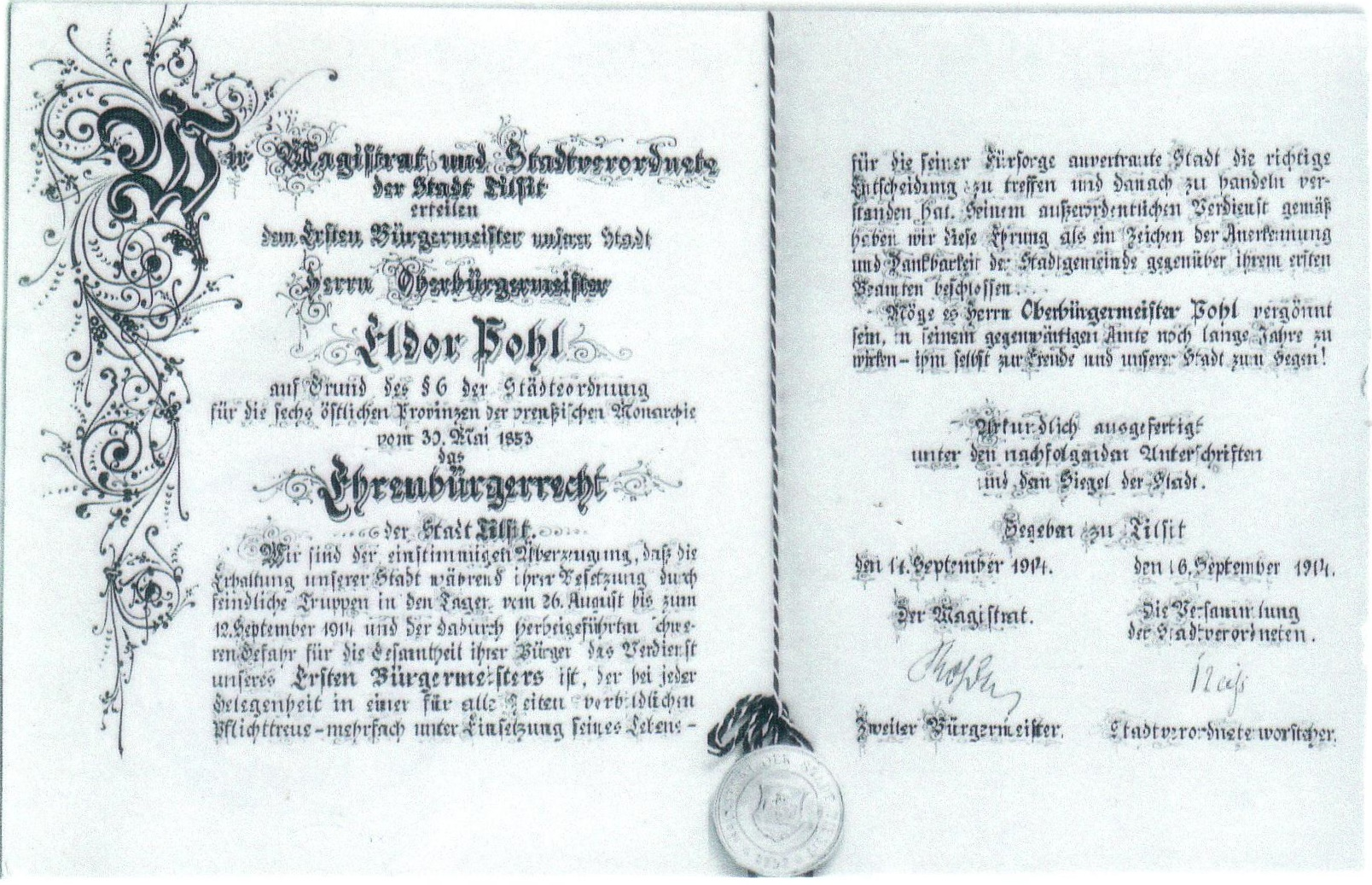
Ehrenbürgerbrief

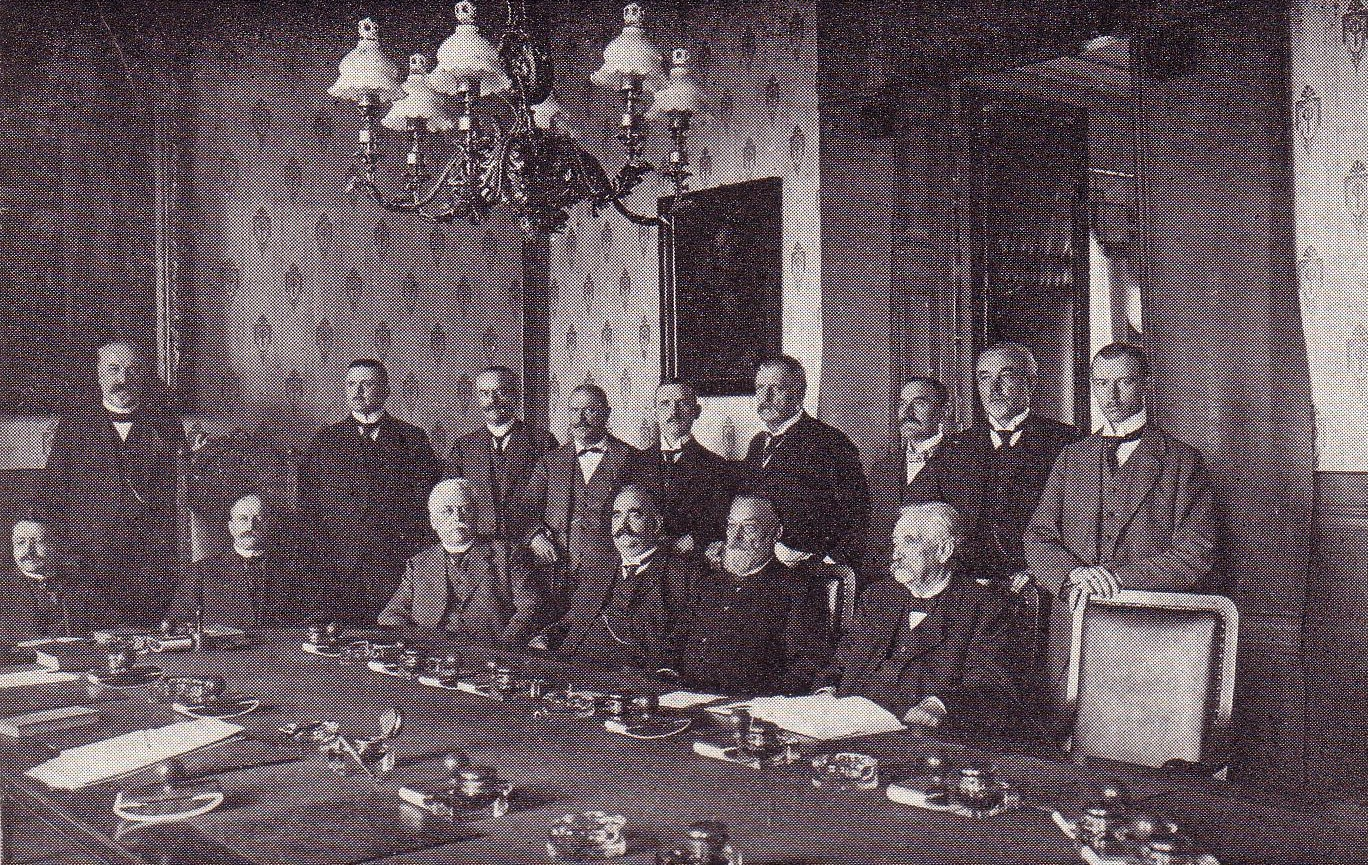
Stadtrat von Tilsit am 7. September 1914 unter dem Vorsitz von Oberbürgermeister Eldor Pohl (Mitte, sitzend)

Weithin bekannt wurde Pohl im August/September 1914, als Truppen des Kaiserreichs Russland zu Beginn des Ersten Weltkriegs die Stadt besetzten. Pohl blieb mit dem Magistratskollegium auf seinem Posten und musste noch die Geschäfte zweier Landräte übernehmen. Sein umsichtiges Verhalten trug zur Rettung der Stadt bei, die nur geringe Schäden erlitt. Ihm war es bereits zu verdanken, dass die Königin-Luise-Brücke und die Eisenbahnbrücke über die Memel erhalten blieben, zu deren Sprengung deutsche Pioniere in der Nacht vom 24./25. August 1914 eingetroffen waren. Entscheidend wurde der Augenblick, als der russische Stadtkommandant, Oberstleutnant Bogdanow, Pohl vor dem Rathaus die fremde Flagge zur Hissung in die Hand drückte. Pohl gab sie einem Feuerwehrmann weiter, der das Unvermeidliche tun musste. Dieses ruhige und besonnene Verhalten bewies er als Beispiel für die Bürgerschaft in der ganzen Besatzungszeit vom 24./25. August bis 12. September. Täglich musste er zur Dragonerkaserne fahren. Sein Auftreten und Handeln bestimmte die Zarentruppen zu gleicher Zurückhaltung. Pohl sorgte für Ruhe und Ordnung und hielt das veränderte Wirtschaftsleben aufrecht. Die Schulen wurden geöffnet, Polizei in Zivil eingesetzt. Die Kontribution konnte durch städtisches Notgeld aufgefangen werden. Als die russischen Truppen nach Gefechten am 12. und 13. September weichen mussten, brachte die Bevölkerung ihrem Stadtoberhaupt bei einer Rundfahrt durch die Stadt begeisterte Kundgebungen dar. Die Stadtverordnetenversammlung ernannte Pohl schon am 14. September 1914 zum Ehrenbürger. Ein Promenadenweg am Schloßteich wurde nach ihm benannt.

### Verwaltungschef in Wilna
Am 19. September 1915 wurde Pohl, der das Eiserne Kreuz am weißen Bande erhalten hatte und Hauptmann der Reserve im Grenadier-Regiment „Kronprinz“ (1. Ostpreußisches) Nr. 1 geworden war, vom Ober Ost als Erster Bürgermeister an die Spitze der deutschen Stadtverwaltung von Wilna berufen. Generaloberst Hermann von Eichhorn würdigte Pohls rastloses Schaffen in einem Brief vom 20. September 1916. Zu seiner Unterstützung berief Pohl Anfang 1916 seinen Corpsbruder Kurt Pilz als Zweiten Bürgermeister und ständigen Vertreter des Stadthauptmanns, wie Pohl seit 1916 in Wilna tituliert wurde. Er selbst wirkte 1917 schon mehr auf seinem alten Posten und übernahm im Juli 1918 wieder seine Geschäfte in Tilsit.

### Weimarer Republik
Der sog. Friedensvertrag von Versailles traf Preußisch Litauen schwer, weil das litauische Hinterland abgeschnitten war. Die Wirtschaftsbeziehungen nach Norden und Osten lösten sich, der blühende Holzhandel und die Schneidemühlenindustrie stagnierten. Vor 1914 kamen jährlich bis zu 4.000 Holztriften mit rund zwei Millionen Festmeter Holz die Memel herab. Die Zellstoff-Fabrik galt als die zweitgrößte Europas. Die Deutsche Inflation 1914 bis 1923 und die Arbeitslosigkeit taten das ihre. Von Pohls enormer und nicht erlahmender Tatkraft in jenen Jahren zeugten die Anlage des Industrie- und Holzhafens, der Wohnungsbau, die Modernisierung der Berufsfeuerwehr und nicht zuletzt die Eingemeindung von Randgemeinden Tilsits. Als Mitglied der Deutschen Demokratischen Partei saß er 1919 bis 1923 im Provinziallandtag der Provinz Ostpreußen. Für den Wahlkreis Gumbinnen 13 (Tilsit) 1921 wiedergewählt, legte er als Fraktionsvorsitzender am 12. September 1923 sein Mandat nieder. Im Frühjahr 1924 trat er mit 67 Jahren in den Ruhestand.